# Transports en Haute-Savoie
Les transports dans le département français de la Haute-Savoie présente plusieurs caractéristiques singulières. En premier lieu, si les contraintes topographiques ont longtemps contraint les déplacements, la Haute-Savoie possède aujourd'hui un important réseau autoroutier et ferroviaire, même si certaines communes restent difficiles à atteindre. En second lieu, les besoins de transport dans le nord-ouest du département sont fortement orientés vers l'agglomération suisse de Genève, et la frontière entre la Haute-Savoie et le canton de Genève est ainsi franchie par deux autoroutes, une ligne ferroviaire à double voie, une ligne de tramway et de nombreuses lignes de bus. Enfin, le sud-est du département cumule des besoins de déplacements justifiés par son attractivité touristique, en particulier pour les sports d'hiver, et un lourd trafic routier transfrontalier franchissant les Alpes par le tunnel du Mont-Blanc.

## Transport routier

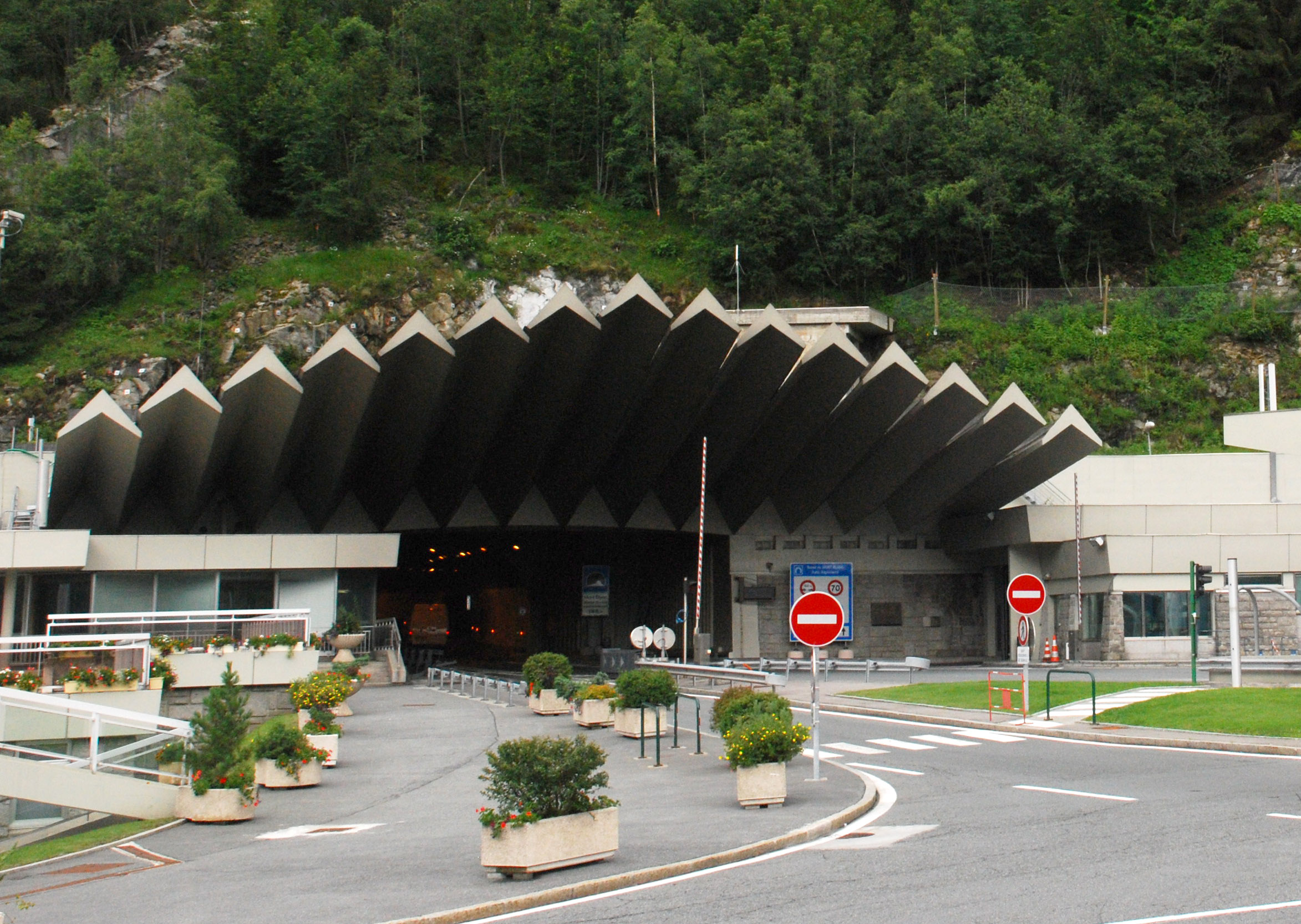
L'entrée du tunnel du Mont-Blanc près de Chamonix-Mont-Blanc.

### Infrastructures routières
L'autoroute A40 est le principal axe routier du département. Arrivant de l'autoroute A6 par Bourg-en-Bresse et Bellegarde-sur-Valserine, elle dessert la partie française de l'agglomération genevoise (Saint-Julien-en-Genevois, Annemasse), puis remonte la vallée de l'Arve en direction du tunnel du Mont-Blanc. Ce dernier, qui relie Chamonix-Mont-Blanc à Courmayeur (Italie), constitue, avec le tunnel routier du Fréjus en Savoie et le tunnel de la Giraude dans les Alpes-Maritimes, l'un des principaux points de passage routier entre la France et l'Italie.
Annecy est desservie par l'autoroute A41, qui la relie à Chambéry au sud et à l'agglomération genevoise au nord. Initialement, l'A41 se raccordait à l'A40 entre Annemasse et Bonneville ; à la suite de l'ouverture d'un itinéraire plus direct vers Genève en 2008, l'ancien itinéraire entre Villy-le-Pelloux et Scientrier a été renommé A410.
Un projet d'autoroute A412 a été déclaré d'utilité publique en 2019 pour relier Annemasse à Thonon-les-Bains.

### Transport collectif de voyageurs
La Haute-Savoie est desservie par le réseau régional de transport routier Cars Région, dont le réseau de Haute-Savoie compte une vingtaine de lignes régulières.

## Transport ferroviaire

### Historique

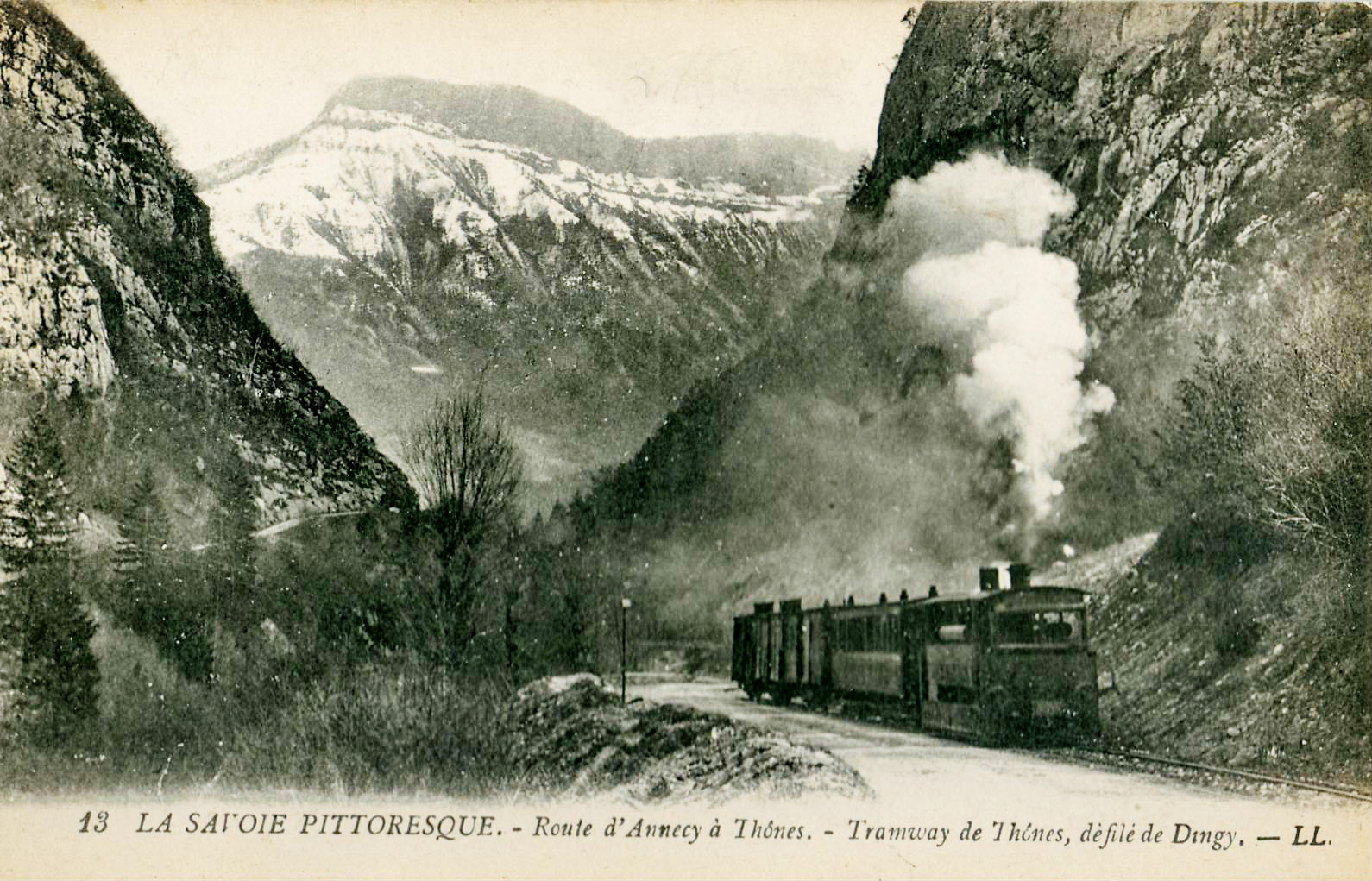
Un convoi du tramway d'Annecy à Thônes dans le défilé de Dingy au début du XXe siècle.

Le chemin de fer est apparu tardivement en Haute-Savoie, avec l'ouverture en 1866, six ans après le rattachement de la Savoie à la France, de la ligne d'Aix-les-Bains à Annecy. Le réseau d’intérêt général a été développé dans le département par la Compagnie des chemins de fer de Paris à Lyon et à la Méditerranée (PLM). À la fin du XIXe siècle, le chemin de fer d’intérêt général atteignait la plupart des villes et bourgs des plaines et des moyennes vallées, dont Annecy, Annemasse, Bonneville, Bons-en-Chablais, Cluses, Évian-les-Bains, La Roche-sur-Foron, Rumilly, Saint-Gervais-les-Bains, Saint-Julien-en-Genevois, Sallanches, Thonon-les-Bains et Valleiry.
La Haute-Savoie a également été desservie par plusieurs lignes à écartement métrique, pour la plupart classées chemins de fer d’intérêt local. Le réseau haut-savoyard des Chemins de fer économiques du Nord desservit de 1891 à 1959 la vallée du Giffre d'Annemasse à Samoëns (Sixt à partir de 1932), avec des embranchements vers la vallée de l'Arve. Le tramway d'Annecy à Thônes relia les deux villes de 1898 à 1930. Cas particulier, la ligne de Saint-Gervais-les-Bains-Le Fayet à Vallorcine (frontière), à traction électrique par troisième rail dès son ouverture dans les années 1900, était classée d'intérêt général et reste en activité jusqu'à nos jours. D'autres lignes, à crémaillère, ont été créées en haute montagne dans un objectif touristique : c'est le cas du chemin de fer du Salève, ouvert en 1892 et fermé en 1935, du chemin de fer du Montenvers et du tramway du Mont-Blanc, ouverts dans les années précédant la Première Guerre mondiale et toujours actifs aujourd'hui.
Peu adaptées à la traction vapeur en raison de leurs pentes, et situées à proximité de la ressource hydroélectrique, les lignes de Haute-Savoie seront électrifiées précocement : l'électrification en courant alternatif à fréquence industrielle est testée dès 1950 entre Aix-les-Bains et Annecy, avant de devenir le standard des futures électrifications sur tout le territoire français, et le réseau d'intérêt général haut-savoyard est entièrement électrifié depuis 1972.
Annecy, Annemasse, Thonon et Évian sont desservies par le TGV à partir de 1983, la vallée de l'Arve à partir de 1984. En 2019, une nouvelle ligne baptisée CEVA relie Annemasse à Genève, et sert de tronc commun à de nouveaux services transfrontaliers nommés Léman Express.
|                                             |
| Le réseau ferroviaire à son apogée en 1913. |

|                                     |
| Le réseau ferroviaire de nos jours. |

|                                                    |
| Carte animée de l’évolution du réseau ferroviaire. |

### Situation actuelle

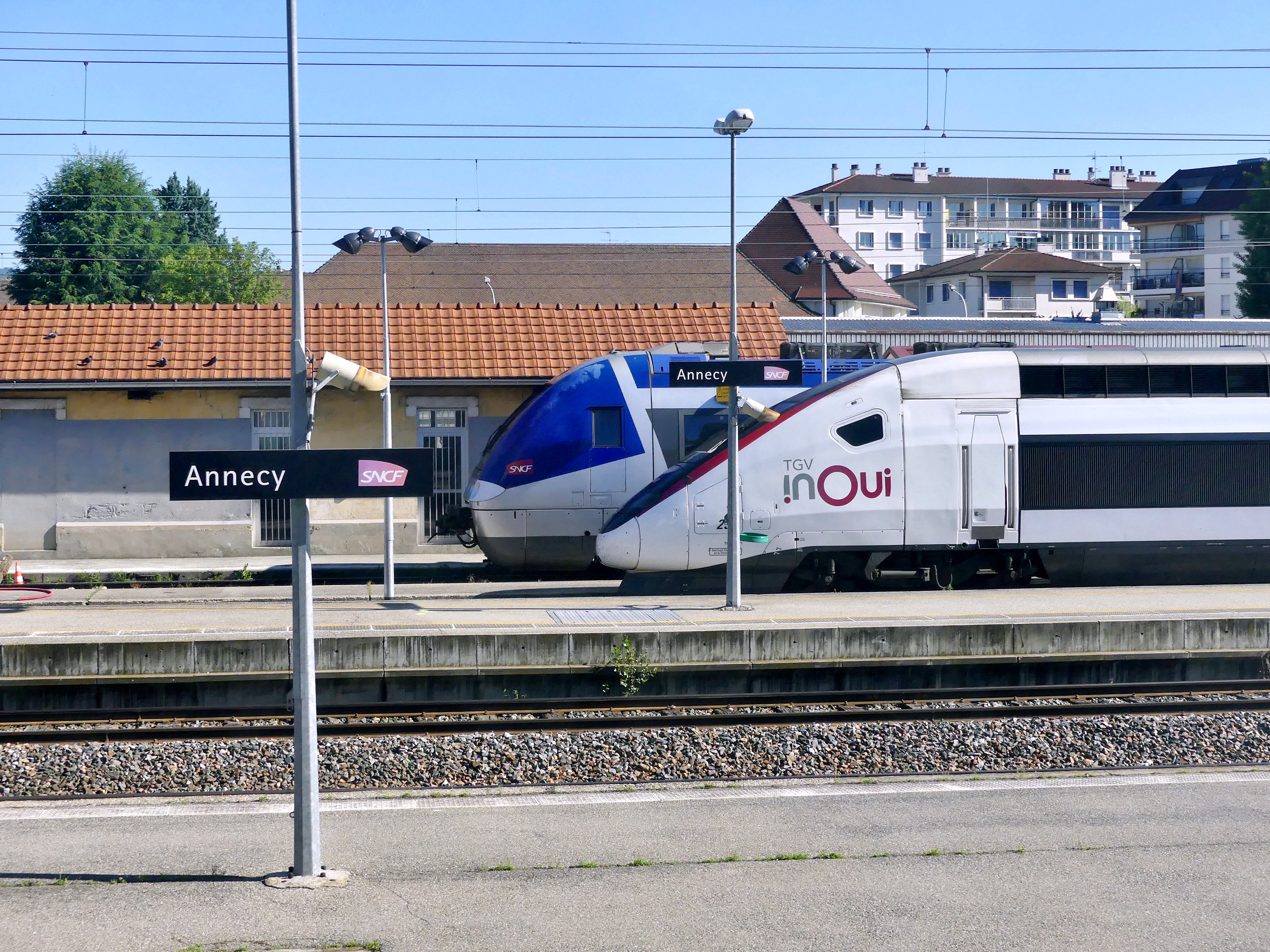
Un TGV Duplex et un B 82500 du service TER Auvergne-Rhône-Alpes arrêtés en gare d'Annecy en 2019.

La principale gare de voyageurs de Haute-Savoie est la gare d'Annecy, avec 2 334 000 voyageurs, suivi de celles d'Annemasse et Rumilly, avec une fréquentation annuelle de 1 785 835 et 618 000 voyageurs respectivement en 2024.
Le réseau ferroviaire de la Haute-Savoie présente plusieurs spécificités. En premier lieu, la totalité du réseau est électrifiée mais presque entièrement à voie unique. Si le réseau principal à écartement standard est électrifié en courant alternatif 25 kV 50 Hz, la ligne de Saint-Gervais-les-Bains-Le Fayet à Vallorcine (frontière), le chemin de fer du Montenvers et le tramway du Mont-Blanc, à écartement métrique, possèdent des caractéristiques d'électrification qui leur sont propres ; alors que la première est une ligne SNCF à adhérence simple, les deux dernières, à crémaillère, sont exploitées par la Compagnie du Mont-Blanc.
Par ailleurs, la plupart des tronçons de lignes du réseau principal à écartement standard cumulent trois types de trafic voyageurs, TER Auvergne-Rhône-Alpes, Léman Express et TGV inOui (le week-end seulement sur certaines lignes).

## Transport aérien
L'aéroport d'Annecy Haute-Savoie Mont-Blanc n'est plus desservi par des lignes régulières, mais reste actif notamment pour le transport sanitaire, l'aviation d'affaires et l'aviation de loisirs. C'est l'aéroport international de Genève, très proche de ce département frontalier, qui constitue le principal accès aérien au département.
L'aérodrome d'Annemasse est, comme l'aéroport d'Annecy, utilisé par l'aviation d'affaires, le transport sanitaire et l'aviation de tourisme et de loisirs. L'altisurface du col de Cenise et l'altiport de Megève sont quant à eux dédiés à l'aviation légère de loisirs.

## Transports en commun urbains et périurbains
Le Grand Annecy, Annemasse - Les Voirons Agglomération, Thonon Agglomération, la communauté de communes du Genevois, la communauté de communes Cluses-Arve et Montagnes, la communauté de communes Pays d'Évian Vallée d'Abondance, la communauté de communes Rumilly Terre de Savoie, la communauté de communes de la vallée de Chamonix-Mont-Blanc et le Syndicat mixte de 4 communautés de communes (SM4CC, qui regroupe la communauté de communes Faucigny-Glières, la communauté de communes Arve et Salève, la communauté de communes des Quatre Rivières et la communauté de communes du Pays Rochois) sont autorités organisatrices de la mobilité sur leur territoire et organisent des services de transport dans leur ressort territorial. Avec 9 autorités organisatrices de la mobilité, la Haute-Savoie est un des départements français qui en compte le plus grand nombre.

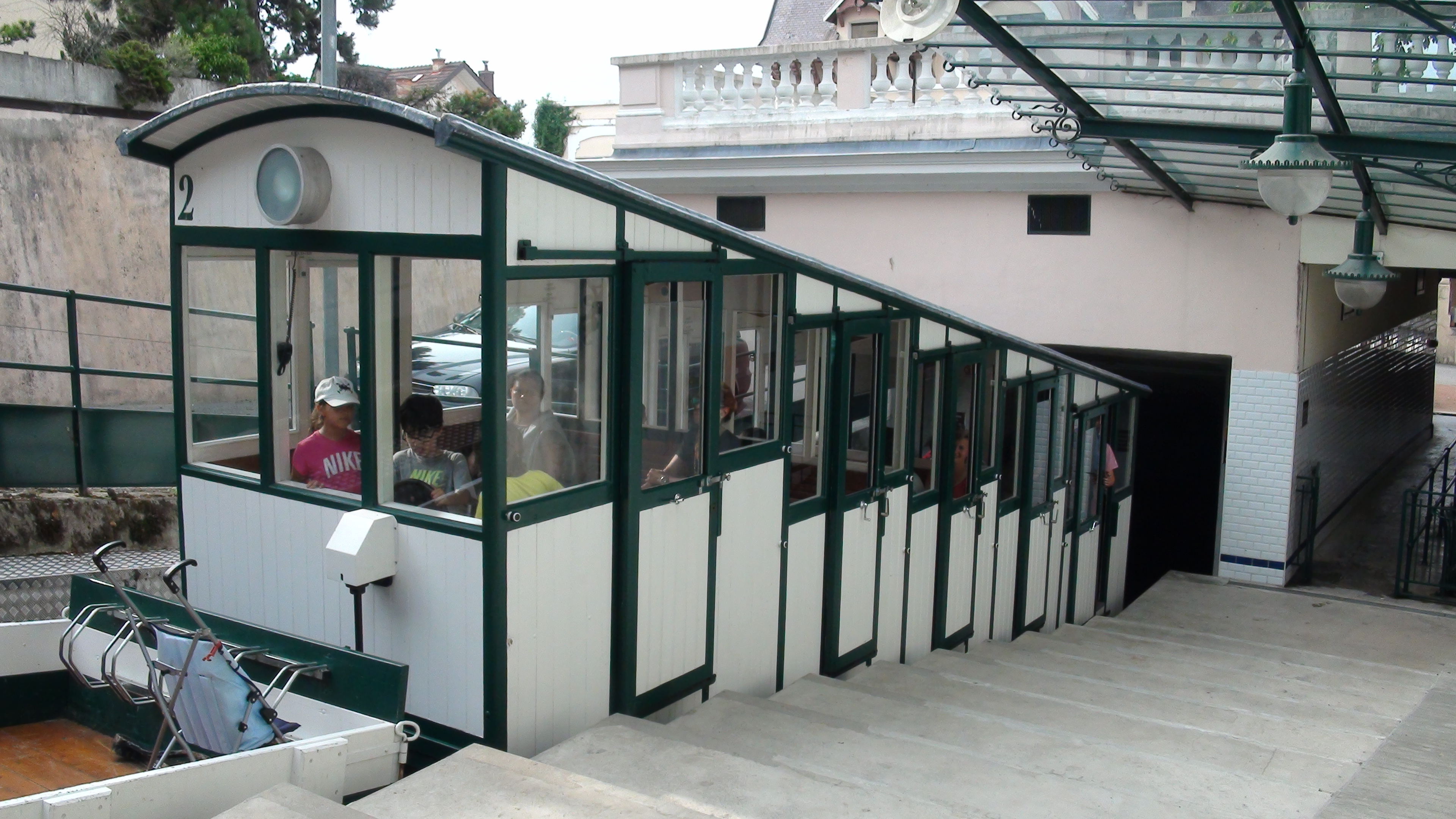
Une cabine du funiculaire d'Évian-les-Bains.

Le réseau Sibra (Annecy) compte plus d'une trentaine de lignes urbaines et suburbaines, desservant notamment les rives du lac d'Annecy et certaines communes plus éloignées comme Alby-sur-Chéran et Thorens-Glières. La communauté d'agglomération a prévu de se doter d'un tramway et d'un réseau de bus à haut niveau de service.
L'agglomération d'Annemasse est desservie par les bus des Transports annemassiens collectifs (TAC), mais aussi par les Transports publics genevois (TPG), dont une ligne de tramway franchit la frontière franco-suisse. Les TPG desservent également la communauté de communes du Genevois.
Les autres réseaux (STAR'T à Thonon-les-Bains, Arv'i à Cluses, ÉVA'D à Évian-les-Bains, J'ybus à Rumilly, Chamonix Bus à Chamonix et Proxim'iTi à Bonneville) sont plus modestes, comptant une dizaine de lignes de bus au maximum. Il faut toutefois noter qu'Évian et Thonon sont deux des rares villes de France équipes d'un funiculaire.

## Modes actifs
Le département est traversé par plusieurs voies vertes, véloroutes et sentiers de grande randonnée.